# Comité para la Promoción de la Virtud y la Prevención del Vicio
El Comité para la Promoción de la Virtud y la Prevención del Vicio (abreviado CPVPV; en árabe: هيئة لأمر بالمعروف والنهي عنالمنكر‎), también conocido informalmente como Haia, es la agencia gubernamental de Arabia Saudita que emplea la "policía religiosa" o Mutaw‘īn (en árabe: مطوعين‎), para hacer cumplir la ley sharía dentro de esa nación islámica.
El número de policías se estima se encuentra entre 3500-4000 funcionarios. Sus miembros patrullan las calles haciendo cumplir las leyes de vestimenta, la estricta separación entre hombres y mujeres, el salat para los musulmanes durante los horarios de oración y otros comportamientos que se cree son obligados por el islam. Son conocidos por usar barbas llenas y utilizar sus turbantes (ghutrah o shemagh) sueltos sin un agal —normalmente también usan un besht— y por lo general por ser miembros de las clases más bajas de Arabia Saudita. Tienen el poder de detener y amonestar a quienes rompan estas reglas y cerrar negocios. Antes de las reformas de 2007, estaban armados con bastones de madera delgados para golpear a los infractores.

## Nombres
La policía anteriormente se llamaba el Comité para la Propagación de la Virtud y la Eliminación del Pecado, también CPVEP o CPVPV. También es conocida coloquialmente como Hai’a (literalmente "comité", también escrita como Haia o Hayaa), o mutawiyin (literalmente "el devoto").

## Estructura
La policía religiosa en Arabia Saudita está bajo el mando directo del Rey Salman. En enero de 2012, Abdul Latif Abdul Aziz al-Sheikh fue nombrado director del mutawiyin. Tiene "el rango de un miembro del gabinete y responde directamente al rey". Su agencia emplea a más de 4000 agentes de campo y además, según reportes, otros 10 000 funcionarios administrativos. Su presupuesto de 2013 era el equivalente a 390 millones de dólares estadounidense.
En 2009, el CPVPV creó y formalizó una "Unidad Antibrujería" especial para "educar al público sobre la maldad de la magia, investigar a supuestas brujas, neutralizar su endemoniada parafernalia, y neutralizar sus hechizos". La unidad también tenía una línea directa en el sitio web del CPVPV para que los sauditas reporten magia a los funcionarios locales.

## Aplicación de la sharía
El CPVPV tiene el deber de hacer cumplir la sharia según está definida en Arabia Saudita. Además de contar con el poder para arrestar a cualquier persona que participe en actos homosexuales, de prostitución, fornicación o el proselitismo de religiones no musulmanas, también pueden arrestar a hombres y mujeres que no sean familiares y estén socializando, hacer cumplir el código de vestimenta islámico, las reglas dietéticas musulmanas (como la prohibición del consumo de carne de cerdo) y el cierre de negocios durante los horarios de rezo. Prohíben el consumo y venta de bebidas alcohólicas y confiscan productos y medios prohibidos que están en contra de la moral islámica. También tratan de evitar activamente la práctica de otras religiones dentro de Arabia Saudita.
Luego de ser nombrado director del CPVPV, Abdul Latif Abdul Aziz al-Sheikh identificó a "cinco áreas en las que la policía religiosa debería enfocarse": preservar el islam, prevenir el chantaje, combatir la brujería, luchar en contra del tráfico de humanos y asegurarse de que nadie desobedezca a los líderes del país.
Los mutaween saudíes por lo general están acompañados por la policía regular, pero también patrullan sin una escolta policial. Recientemente lanzaron un sitio web en el cual el comportamiento antiislámico puede ser reportado.
Mientras patrullan, los deberes de los mutaween incluyen, pero no están restringidos a:
- asegurar que no haya comercio de drogas ni alcohol.[14]
- revisar que las mujeres utilicen la abaya, un manto negro que cubre casi todo el cuerpo.[cita requerida]
- asegurar que los hombres y mujeres que sean vistos juntos en públicos sean familiares.[14]
- asegurarse de que las mujeres no fumen en público.[cita requerida]
- anteriormente, hacer cumplir la prohibición de teléfonos con cámaras. Esta prohibición fue promulgada por miedo a que los hombres las utilicen en secreto para tomar fotografías de mujeres y las publiquen en el internet sin su consentimiento. La prohibición fue promulgada en abril de 2004 pero fue repelida en diciembre del mismo año.[15]
- evitar que la población participe de costumbres "frívolas"[16] occidentales como el Día de San Valentín.[17]

El castigo por estas ofensas es fuerte; a menudo incluyen golpizas y humillación, y los extranjeros no están excluidos de ser arrestados. Los mutaween alientan a las personas a que informen sobre aquellas que sospechen estén actuando de manera no virtuosa, para así poder castigar estas actividades.

### Excepciones
Los mutaween no tienen acceso a las oficinas de Saudi Aramco, la Universidad de Ciencia y Tecnología del Rey Abdullah.
El personal de las agencias gubernamentales saudíes no están fuera de su alcance. Los haia han detenido funcionarios gubernamentales, (un funcionario del gobierno encargado de la periodista estadounidense Karen Elliott House fue detenido por mezclar los sexos, haciéndole pensar como era que "un empleado del gobierno que sigue las órdenes de su ministerio chocó con la policía religiosa de ese mismo gobierno".)

## Controversias

### Supuestos abusos
Uno de los ejemplos más ampliamente criticados de la aplicación de la sharia por parte de los mutaween llegó en marzo de 2002, cuando 15 niñas murieron por quemaduras o asfixia por el humo durante un incendio accidental que consumió su escuela pública en La Meca. Según dos periódicos, la policía religiosa evitó a la fuerza que las niñas escapasen de la escuela en llamas al cerrar las puertas de la escuela con llave desde el exterior, evitando que los bomberos pudieran ingresar para salvar a las niñas, golpeando a algunas de ellas y al personal de defensa civil en el proceso. Los mutaween no permitieron que las niñas escapasen o fueran rescatadas porque 'no estaban cubiertas apropiadamente', y los mutaween no querían que existiera contacto físico entre las niñas y las fuerzas de defensa civil por miedo a que exista excitación sexual. El CPVPV negó haber golpeado a nadie o cerrar las puertas con llave, pero el incidente y los reportes de los testigos fueron reportados en periódicos saudíes como el Saudi Gazette y Al-Iqtisaddiyya. El resultado fue una crítica pública muy rara del grupo.
En mayo de 2003 Al-Watan, un periódico reformista saudí, publicó varios reportes de personas que fueron maltratadas por la fuerza policial, incluyendo la historia de una mujer de un pueblo remoto del sur que había sido golpeada y mantenida en aislamiento por viajar sola en el asiento trasero de un taxi.
En mayo de 2007, Arab News  reportó que un hombre del que se alegaba tenía alcohol en su casa (Salman Al-Huraisi) había sido arrestado y recibido una golpiza hasta la muerte en su propio hogar por miembros del CPVPV en el distrito de Al Oraija de Riad. "El padre del fallecido dijo que los miembros de la comisión continuaron golpeado a su hijo en esposas, incluso cuando ya estaba cubierto en sangre, hasta que se murió" en el centro de Oraija del CPVPV en Riad. Otro hombre que murió en custodia del CPVPV fue Ahmed Al-Bulawi. Era el chofer de una mujer con la cual fue acusado de estar en un estado de seclusión (Cuando un hombre y una mujer con la que no tiene parentesco están juntos) y murió poco después de haber sido llevado al centro el CPVPV en Tabuk en junio de 2007.  Según Irfan Al-Alawi, "en ambos casos, las familias de las víctimas llevaron a los mutawiyin a un juicio, y en ambos casos (al igual que en otros similares) los cargos en contra de los mutawiyin fueron pospuestos de manera indefinida o descartados".
Un caso de "brujería" que llevó a una sentencia de muerte que fue suspendido fue el de Ali Hussain Sibat, el conductor libanés de un popular programa de televisión que recibía llamadas del público y era transmitido por televisión satelital en todo el Medio Oriente. Sibat fue arrestado en Medina por el CPVPV en mayo de 2008, mientras visitaba Arabia Saudita para el peregrinaje Umra. Sibat fue acusado de "brujería" por hacer predicciones y dar consejos a su audiencia en su programa. El 9 de noviembre de 2009, luego de audiencias en corte que no estuvieron abiertas al públicos ni en las que haya estado presente un abogado defensor, Sibat fue sentenciado a muerte. El caso fue confirmado en una apelación pero luego de causar indignación a nivel internacional finalmente fue anulado por la Corte Suprema el 11 de noviembre de 2010.  El caso fue controversial en parte debido a que ni el acusado ni las "víctimas" eran saudíes, y "el crimen" no fue cometido en Arabia Saudita.
La represión de actividades religiosas de no-musulmanes por parte de los mutaween en Arabia Saudita también es controversial. Asia News asegura que a "por lo menos un millón" de católicos en el reino "se les niega cuidado pastoral... ninguno de ellos puede participar de la misa mientras estén en Arabia Saudita... el catecismo para niños -casi 100.000 de ellos- está prohibido". Reportó el arresto de un sacerdote católico por dar la misa. El 5 de abril de 2006, un sacerdote católico, "Fr. George [Joshua] acababa de celebrar la misa en su casa cuando siete policías religiosos entraron en su hogar junto con dos policías regulares. Los policías arrestaron al clérigo y a otra persona".
En agosto de 2008, se reportó que una joven mujer saudí que recientemente se había convertido al cristianismo fue quemada hasta la muerte luego de que su padre, un miembro del comité, le arrancó la lengua, pese a que este no era un castigo sancionado oficialmente.
En enero de 2013, el CPVPV entró a una exhibición educacional sobre dinosaurios en un centro comercial "apagó las luces y ordenó a todos a que salgan del lugar, asustando a los niños y alarmando a los padres". No estuvo claro porque fue que la exhibición -la cual había sido "presentada en centros comerciales a lo largo del golfo por décadas"- fue cerrada, y los saudíes especularon de manera irreverente sobre la razón en Twitter.
En septiembre de 2003 la entrada de un edificio de la policía religiosa saudí "fue incendiada intencionalmente por asaltantes", según la Haia. Nadie resultó herido y la policía no proporcionó más información.  A principios de 2014, el director de la Haia, el Jeque Abdul Latif al-Sheikh fue citado en el periódico Okaz diciendo que "hay quienes apoyan la sedición dentro de la Comisión" para la Promoción de la Virtud y la Prevención del Vicio y prometió echarlos.

### Disputa interna
En 2009, el director de la Hai'a en La Meca, el Jeque Ahmad Qasim al Ghamdi, indicó que no había nada malo con que los hombres estén junto con las mujeres en lugares públicos, y ordenó a sus mutawa'a a no interferir con la mezcla de sexos. No obstante, los religiosos conservadores presionaron al director nacional de la Hai'a para que lo despida. "Horas después del despido del Jeque Ahmad Qasim al Ghamdi, la Hai'a emitió una retracción vergonzosa: 'La información enviada hoy día en relación a los cambios administrativos en algunas de las oficinas de la Hai'a, en especial aquellas en Meca y Hail, era errónea y la administración ha solicitado a los editores que no la publiquen.'" No obstante, el despido y la retracción de la misma se convirtieron en "noticias importantes". "Conservadores enfurecidos se dirigieron a la casa del Al Ghamdi, demandando 'mezclarse' con sus mujeres... otros opositores enfurecidos pintaron grafitis en su casa", según la periodista Karen House.

### Participación en la política
Entre otras acusaciones que se han hecho en contra del CPVPV están que algunos de sus miembros han participado en subversión política y/o son ex-convictos/presos que se volvieron Hafiz (i.e. memorizaron el Corán) para reducir sus sentencias en prisión. El escritor Lawrence Wright ha escrito sobre un conflicto entre los mutaween y por lo menos un imán aliado y Turki bin Faisal Al Saud, el director de la Presidencia de Inteligencia General (Al Mukhabarat Al A'amah) entre 1977 y 2001. Luego de que un imán denunció a unas organizaciones caritativas femeninas administradas por algunas de las hermanas de Turki y las acusó de ser "prostitutas" en un sermón del viernes, Turki exigió y recibió una disculpa. Luego "comenzó a monitorear a los miembros del muttawa en secreto. Descubrió que muchos de ellos eran ex-convictos cuya única calificación laboral era que se habían memorizado el Corán para reducir sus sentencias". Pero Turki creía que se habían vuelto "tan poderosos" que "amenazaban con derrocar al gobierno".

Otra ocasión en la que el CPVPV se enfrentó al gobierno saudí fue en el año 2005, cuando el Ministerio de Trabajo anunció una política que permitía a las mujeres trabajar en establecimientos de venta de ropa íntima femenina.  La política tenía la intención de dar empleo a algunas de los millones de mujeres saudíes adultas que se encontraban infelizmente estacadas en sus hogares (solo el 14,6% de las mujeres saudíes trabajan en los sectores públicos y privados en el reino), y para prevenir la mezcla de sexos en público (ikhtilat), entre vendedores varones y clientes mujeres. Los saudíes conservadores se opusieron a la política indicando que el que una mujer trabaje fuera del hogar iba en contra de su fitrah (estado natural). Las pocas tiendas que emplearon a mujeres fueron "cerradas de inmediato" por parte de la Hai'i, quienes apoyaron la posición conservadora.
No obstante, durante la Primavera Árabe en 2011, el Rey Abdullah emitió otro decreto a través del cual les daba a las tiendas de ropa íntima femenina -y luego a tiendas y tiendas de departamentos que se especializaban en otros productos para mujeres como cosméticos, abayas y vestidos de boda- un año para reemplazar sus empleados masculinos por mujeres. Hubo más enfrentamientos entre los conservadores y miembros de la Hai'a men por un lado, y el ministerio, y compradoras y empleadas en tiendas con personal femenino por el otro. En 2013, el ministerio y la cúpula de la Hai'a se reunieron para negociar nuevas condiciones. En noviembre de 2013, 200 miembros de la policía religiosa firmaron una carta indicando que la contratación de mujeres estaba causando incrementos en ikhtilat tan drásticos, que "su trabajo se estaba volviendo imposible".

### Uso político
Según una periodista con muchos años de experiencia en Arabia Saudita (Karen Elliott House), en ocasiones, la Hai’a es utilizada para balancear las políticas del gobierno, específicamente, dándoles total libertad de acción a la Hai'a para calmar el descontento de las poderosas fuerzas conservadores en la sociedad saudí. Cuando el rey echó del gobierno a un miembro del Consejo Superior Académico en 2009 por criticar la mezcla de sexos en la Universidad de Ciencia y Tecnología del Rey Abdullah, compensó esta acción al "no hacer nada para evitar que la policía religiosa deambule por las calles del reino y hostigue a saudíes comunes por mezclarse con cualquier persona del sexo opuesto".

## Historia
Según la Biblioteca del Congreso de los Estados Unidos, los mutawiin
"have been integral to the Wahhabi movement since its inception. Mutawwiin have served as missionaries, as enforcers of public morals, and as `public ministers of the religion` who preach in the Friday mosque. Pursuing their duties in Jiddah in 1806, the mutawwiin were observed to be `constables for the punctuality of prayers ... with an enormous staff in their hand, [who] were ordered to shout, to scold and to drag people by the shoulders to force them to take part in public prayers, five times a day.`"
Robert Lacey los describe como "justicieros", Lacey dijo: "Los honrados de cada barrio se han organizado en sociedades para la Promoción de la Virtud y la Prevención del Vicio".
Según un estudio de Michael Cook, basado en  "escritos wahhabi y decretos de gobernantes" el rol de comandar el bien y prohibir el mal, se ubicó en una posición importante durante el segundo emirato árabe, y el primer "registro de un comité formal que hacía cumplir este rol data de 1926", cuando el periódico oficial saudí en La Meca publicó las noticias de su establecimiento. En 1976, el director del comité fue incluido en el gabinete saudí, incrementando su prestigio.

Luego de la captura de la Gran Mezquita en noviembre-diciembre de 1979, cuando la religión se volvió más conservadora en Arabia Saudita, 
"people noticed that imams and religious folk seemed to have more money to spend ... with the religious police benefiting most obviously from government injections of cash. They started to appear in imposing new GMC vans, with their once humble local committees of mutawwa ... taking on the grander, `Big Brother` aura of their original, collective name -- Al Hayah, `the Commission`. They developed attitude to match." 
No obstante, aún eran "esencialmente voluntarios realizando su propia variedad de servicio social".
Las muertes de las 15 niñas en La Meca en 2002 debido a que los mutaween les impidieron escapar de un edificio en llamas recibió mucha atención del público y dañó la imagen del grupo.
En mayo de 2006 se anunció que el comité ya no permitiría interrogar a aquellos que arrestaba por comportamiento antiislámico. Antes de esto, los miembros de la comisión contaban con un poder absoluto para arrestar, detener e interrogar a quienes sospechaban estaban violando la sharia.
En junio de 2007 los mutaween saudíes anunciaron "la creación de un 'departamento de regulaciones y reglas' para asegurar que las actividades de los miembros de la comisión cumplan con la ley, luego de recibir fuertes presiones por la muerte de dos personas bajo su custodia hacia menos de dos semanas atrás".  LA National Society for Human Rights criticó el comportamiento de la policía religiosa en mayo de 2007 en su primer reporte desde su creación en marzo de 2004. En mayo de 2006 el Ministerio del Interior emitió un decreto en el que indicaba que "el rol de la comisión terminará luego de arrestar a los culpables y entregarlos a la policía, quienes decidirán si los transferirán a la fiscalía".
La revista Time escribió un reporte sobre los Mutaween en agosto de 2007. Observó que "una campaña con mensajes de texto enviados a teléfonos móviles hacía un llamado a millones de saudíes a declarar al '2007 como el año de la liberación'." Pese a ciertas declaraciones sobre reformas, los Mutaween rechazaron las solicitudes de entrevistas de Time.

A principios de octubre de 2012, durante la Primavera Árabe, Abdul Latif Abdul Aziz Al-Sheikh anunció que los poderes de los mutawiyine serían restringidos de manera considerable. Según Irfan Al-Alawi,
Se les prohibirá hacer arrestos, realizar interrogaciones o llevar a cabo búsquedas sin órdenes emitidas por el gobernador local. Ya no podrán pararse en las entradas de centros comerciales para evitar que las mujeres que no cumplen con el código de vestimenta wajabi o que no estén acompañadas por hombres "aprobados" -esposos, hermanos o padres- puedan entrar.
  A "voluntarios de la comunidad", quienes eran los mutayines originales, se les prohibió unirse a las rondas de los hombres de la Hai’a y de perseguir, castigar e interrogar a facinerosos, como parte de sus "deberes religiosos". Los funcionarios en el campo también recibieron órdenes de “acercarse a la gente con una sonrisa”, y se les prohibió utilizar "sus direcciones de correo electrónicas, teléfonos celulares o cuentas de redes sociales personales para recibir o actuar sobre pistas anónimas".

## Otros grupos similares
Fuera de Arabia Saudita, el régimen del Talibán, o el Emirato Islámico de Afganistán, también tenían un "Ministerio para la Propagación de la Virtud y la Prevención del Vicio" con una función de policía religiosa muy similar. Se cree que los talibanes adoptaron la política Saudí no solo porque tenían una política de ley sharía bien estricta, sino que también debido a un supuesto nexo financiero y político con ese país. Según un periodista paquistaní que pasó mucho tiempo con los talibanes, los talibanes que habían estado en Arabia Saudita antes de que llegasen al poder en Afganistán "estaban tremendamente impresionados por parte de la policía religiosa y trataron de copiar el sistema al pie de la letra".